# Unidad de Apoyo de la Fiscalía General del Estado
La Unidad de Apoyo de la Fiscalía General del Estado es el órgano del Ministerio Fiscal de España que presta apoyo al fiscal general del Estado en materia de relaciones institucionales y públicas, estadística, comunicación y organización.

## Atribuciones
Según el artículo 13.4 del Estatuto Orgánico del Ministerio Fiscal (EOMF), corresponde a la Unidad de Apoyo asistir al fiscal general en materia de:
1. Representación institucional y relaciones con los poderes públicos.
2. Comunicación, relaciones con los medios y gestión de la atención al ciudadano.
3. Análisis y evaluación de las propuestas relativas a necesidades de organización y funcionamiento del Ministerio Fiscal en materia de estadística, informática, personal, medios materiales, información y documentación.
4. En general, aquellas funciones de asistencia o apoyo al Fiscal General del Estado, a los Fiscales de Sala adscritos a la Fiscalía General del Estado, al Consejo Fiscal y a la Junta de Fiscales de Sala que no correspondan a la Inspección Fiscal o a la Secretaría Técnica.

## Origen
La Unidad de Apoyo es el órgano de más reciente creación de la Fiscalía General del Estado, asumiendo competencias que hasta entonces ejercían la Inspección Fiscal y la Secretaría Técnica. Su origen está en la Ley 14/2003, de 26 de mayo, que modificó el Estatuto Orgánico del Ministerio Fiscal de 1981, introduciendo la figura de las unidades de apoyo al fiscal general, un órgano de refuerzo de carácter técnico y con competencias transversales, encabezado por un fiscal de Sala. Juan José Martínez Zato fue el primer fiscal de Sala adscrito a la nueva Unidad de Apoyo.
Cuatro años después, mediante la Ley 24/2007, de 9 de octubre, se institucionalizó propiamente la Unidad de Apoyo de la Fiscalía General del Estado, que contaba ya con tres fiscales de la segunda categoría, además del fiscal de Sala, y una docena de funcionarios.

## Organización
De acuerdo a la plantilla del Ministerio Fiscal aprobada por Real Decreto 422/2025, de 3 de junio, la Unidad de Apoyo está formada por un Fiscal Jefe de la primera categoría y cinco fiscales de la segunda categoría. Asimismo, por su volumen de trabajo, en 2023 contaba con dos fiscales en comisión de servicio, a los que hay que sumar 30 funcionarios públicos de la Administración de Justicia y de la Administración General del Estado.
En cuanto a la parte estructural, la Unidad de Apoyo se divide en dos áreas:
- Área de Coordinación. Esta área gestiona temas de naturaleza gubernativa, tales como recursos humanos, económicos y materiales, régimen interior, registro, informática, atención al ciudadano, protección de datos y transparencia, relaciones institucionales y protocolo y la secretaría personal del fiscal jefe.
- Área de Gestión de la Información. Esta área tiene encomendados los servicios de biblioteca, archivo y publicaciones de la Fiscalía General del Estado, así como las actividades de tipo protocolario como la guía de visitas de diferentes delegaciones nacionales e internacionales.

Asimismo, también cuenta con un Gabinete de Comunicación, que se encarga de las tareas de difusión de la información y del mantenimiento del sitio web institucional.

## Fiscal de Sala Jefe
La Unidad de Apoyo está dirigada por un fiscal de la primera categoría, que recibe el título de Fiscal Jefe. Como fiscal de Sala, forma parte Junta de Fiscales de Sala (art 15. EOMF). Asimismo, como el resto de fiscales de esta categoría, es un cargo de nombramiento real, por conducto del Gobierno, a propuesta del fiscal general del Estado, oído el Consejo Fiscal (art. 47 RMF). Tiene un mandato un mandato de cinco años, renovable y sin limitaciones (art. 41 EOMF). Tras su cese, el fiscal quedará ascrito, a su elección y hasta obtener plaza en propiedad, a la Fiscalía de la Comunidad Autónoma o Provincial de Madrid o a la Fiscalía en la que estuviesen destinados antes de ocupar plaza en la Secretaría Técnica, en la Unidad de Apoyo o antes de haber sido adscritos a los Fiscales de Sala integrados en la Fiscalía General del Estado (art. 36 EOMF).

### Lista de fiscales jefes de la Unidad de Apoyo
En las dos décadas de vida que tiene este órgano, solo cuatro personas han ostentado su jefatura. Todos ellos fueron fiscales de Sala, siendo su primer titular Juan José Martínez Zato, que ejerció desde 2003 hasta su nombramiento como teniente fiscal del Tribunal Supremo en 2005. Le siguieron José Luis Bueren Roncero, que fue el que más tiempo desempeñó el cargo, con 11 años y 151 días entre 2005 y 2017, y Francisco Moreno Carrasco, fiscal jefe entre 2017 y 2022. La actual titular y primera mujer en ocupar el cargo es la fiscal Esmeralda Rasillo López, desde mayo de 2022.
| Fiscales de Sala jefes de la Unidad de Apoyo |                          |                       |                    |
| Nombre                                       | Nombramiento             | Cese                  | Duración           |
| Juan José Martínez Zato (1935-2019)          | 4 de julio de 2003       | 22 de julio de 2005   | 2 años y 18 días   |
| José Luis Bueren Roncero (1952-)             | 26 de septiembre de 2005 | 24 de febrero de 2017 | 11 años y 151 días |
| Francisco Moreno Carrasco (1958-)            | 24 de febrero de 2017    | 3 de mayo de 2022     | 5 años y 68 días   |
| Esmeralda Rasillo López (1960-)              | 3 de mayo de 2022        |                       | 3 años y 58 días   |